# Ne ébreszd fel az alvó zsarut!
A Ne ébreszd fel az alvó zsarut(!) (eredeti címe Ne réveillez pas un flic qui dort) 1988-ban bemutatott francia bűnügyi kalandfilm, politikai krimi, José Pinheiro rendezésében, Alain Delon és Michel Serrault főszereplésével. A film producere Alain Delon és Jacques Bar volt, a forgatókönyvet Frédéric H. Fajardie (írói nevén Ronald Moreau) Clause de style című novellájából Alain Delon és José Pinheiro írta, az alapmű szerzőjének közreműködésével. Az ismertetők szerint ez a film az 1985-ös A zsaru szava című Alain Delon-krimi folytatása, bár sem a karakterek, sem a cselekmények között nincs kapcsolat.

## Cselekmény
Roger Scatti rendőrfelügyelő (Michel Serrault) évtizeden át tartó titkos szervező munkával a párizsi rendőrségen belül kiépített egy titkos belső összeesküvő szervezetet, a Fidélité de la police-t (az ismert két magyar szinkron egyikében „Rendőrszámonkérés”, a másikban „Rendőrhűség”), az alvilág és a kommunizmus ellen. Feladatává tette, hogy nagy kaliberű bűnözőket, politikai aktivistákat és a francia állam ellenségeit is hatékonyan, a törvényes bíróságok megkerülésével fizikailag megsemmisítse, a központosított „árnyékhatalom” erejét növelje, a „rend és fegyelem” rendszerét felépítse. Az argentin mintára felépített halálbrigád hatékonyan működik. A történet azzal indul, hogy három gengszterfőnököt, akiket a rendőrség bizonyítékok hiányában törvényes eszközökkel nem tudott lekapcsolni, Scatti és bérgyilkos társai különösen kegyetlen módon legyilkolnak. Érdekeltségeiket a titkos összeesküvésnek adják át. A rendőrök örülnek a bűnözők pusztulásának, de a sajtó a rendőrség tehetetlenségéről ír. Később Scattiék elfognak és meggyilkolnak egy baloldali politikai aktivistát, holttestét Paul Éluard költő sírjánál hagyják, a Père-Lachaise temetőben.
Cazalières rendőrfőnök (Raymond Gérôme) megbízza Eugène Grindel körzeti rendőrfelügyelőt (Alain Delon), aki fiatal és vonzó fotómodell barátnőjével édes életet él, hogy végezzen nyomozást az ügyben, segítse a párizsi rendőrség sérült imázsát feljavítani. A rendőrfőnök két fiatal nyomozót ad Grindel keze alá segítségül, Pérezt (Patrick Catalifo) és Lutzot (Xavier Deluc). Pérez zsidó származású, egy antiszemita merénylet mentési műveletében vesztette el egyik kezét. Lutz viszont Scatti felügyelő titkos szervezetéhez tartozik, a gengsztereket legyilkoló team egyik tagja. Ezt Grindel (ekkor még) nem tudja, de Lutzot agresszív módszerei miatt irodai háttérmunkára rendeli.
A gyilkosság ügyében egy tanú jelentkezik, őt azonban még a Grindellel zajló telefonbeszélgetés közben csendőrök agyonlövik. Később a csendőrök egy elhagyott építkezésen Scattival tárgyalnak. Több beleszólást kérnek maguknak a titkos szervezeten belül. Scatti azonban konkurenciától tart, és megöleti őket Lutz-zal. A helyszínelő Grindelnek és Péreznek feltűnik, hogy a legyilkolt csendőrök a szabadnapjukon teljes fegyverzetben, bevetésről jövet ültek autójukban.
Grindel egy régi alvilági informátorához, az „Öreghez” fordul, de Lutz nyílpuskával őt is lelövi, még mielőtt kutatni kezdene. A nyilvános helyen elkövetett gyilkosság, amelynek ártatlan járókelők is áldozatául esnek, nagy felháborodást kelt. Maga Scatti is leteremti Lutzot a rögtönzésért. Grindel gyanakodni kezd Lutzra, le akarja tartóztatni, de Lutz kiugrik az iroda ablakán, halálra zúzza magát. A rendőrök egy része hősi halottként ünnepli az elhunyt bajtársat, de néhányan megpróbálnak visszajutni a törvény oldalára. Ginzbaum csendőr titokban felkeresi Grindelt, és hajlandó tanúskodni Latueva felügyelő ellen, aki a titkos szervezet toborzó munkáját vezeti. Grindel és emberei azonnal Latueva irodájába rohannak, de a felügyelőt már figyelmeztették és öngyilkosságot követ el. Pár percen belül a mosdóban várakozó Ginzbaum csendőrt is lemészárolva találják.
A rendőrök körében nő a nyugtalanság, senki sem tudja, ki kivel tart. Spiero nyomozó Scatti felügyelő tárgyalási ajánlatát hozza Péreznek, aki egyedül indul tárgyalni. Grindel felügyelőt és csoportját az utcán géppuskás pergőtűz alá veszik, több emberét megölik, ő maga sebesülten túléli a támadást. Pérez elmegy a tárgyalásra, de ott az összeesküvők várják, árulásért halálra ítélik, és Scatti helyben agyonlövi. 
Grindel tombol, minden rendelkezésre álló erőt a titkos szervezet megsemmisítésére mozgósít. Cazalières rendőrfőnök az irodájába rendeli és közli vele, hogy kudarcai miatt elveszi tőle az ügyet. Grindel Scatti felügyelővel akar beszélni. Scatti felfegyverzett embereivel együtt jelenik meg a rendőrfőnök irodájában. Grindel rájön, hogy maga Cazalières rendőrfőnök is a titkos szervezet tagja. Scatti meg akarja ölni Grindelt, de előtte még elmeséli neki, milyen bűncselekményeket követtek el „az állam érdekében”. A Grindelhez hű rendőrök és csendőrök azonban már körülvették az egész épületet, és minden szót lehallgattak. Scatti emberei leteszik a fegyvert. Mielőtt a rendőrök belépnének, Grindel még agyonlövi Scattit, megbosszulva Pérez meggyilkolását. Hazatérve Grindel végre kialussza magát. Barátnője ébreszti a vallomással, hogy feladja saját ígéretes fotómodell-karrierjét, csak hogy örökre imádott „mókuskája” mellett maradhasson. Grindel egy feltételt szab: „Ne ébreszd fel az alvó zsarut!”

## Főbb szereplők
| Szerep                         | Színész              | Magyar hangja (1. szinkron, 1989) | Magyar hangja (2. szinkron, 1997) |
| ------------------------------ | -------------------- | --------------------------------- | --------------------------------- |
| Eugène Grindel rendőrfelügyelő | Alain Delon          | Fülöp Zsigmond                    | Fülöp Zsigmond                    |
| Roger Scatti rendőrfelügyelő   | Michel Serrault      | Sinkó László                      | Makay Sándor                      |
| Lutz nyomozó                   | Xavier Deluc         | Cseke Péter                       | Bozsó Péter                       |
| Péret nyomozó                  | Patrick Catalifo     | Józsa Imre                        | Görög László                      |
| Cazalières rendőrfőnök         | Raymond Gérôme       | Tolnai Miklós                     | Bitskey Tibor                     |
| Az Öreg („Le Stéphanois”)      | Serge Reggiani       | Galamb György                     | Uri István                        |
| Jennifer, Grindel barátnője    | Roxanne Gould        | Andresz Kati                      | Liptai Claudia                    |
| Spiero nyomozó                 | Stéphane Jobert      | Sörös Sándor                      | Salinger Gábor                    |
| Corinne, Cazalières titkárnője | Consuelo De Haviland | Hirling Judit                     | (n. a.)                           |
| Latueva rendőrfelügyelő        | Bernard Farcy        | Konrád Antal                      | Albert Péter                      |
| Stoedler                       | Féodor Atkine        | Vogt Károly                       | Balázsi Gyula                     |
| Ginzbaum csendőr               | Rémy Kirch           | Kiss Gábor                        | (n. a.)                           |

## Gyártás
- A készítők a filmet Jean Gabin emlékének ajánlották. A forgatási munkák 1988 augusztusában zajlottak.
- A film utolsó képén mutatott szétszakadó rendőrigazolvány A zsaru szava filmből való, Pratt felügyelő (Alain Delon) fotójával.
- A csendőrök autója elleni rakétatámadást és annak helyszínelését egy cormeilles-en-parisis-i (Val-d’Oise) kőbányában vették fel. A jelenetben Delon a Caterpillar cég földnyeső (scraper) munkagépét vezeti.
- A film cselekménye és a szereplők karaktere lényegében követi Frédéric H. Fajardie regényében leírtakat. Lényegesen át van alakítva azonban a Delon által játszott főszereplő, Grindel felügyelő karaktere. Grindel a könyvben egy pályája végén járó, idős, kiégett, beteges, magányosan élő rendőr. Alain Delon kifejezett kívánságára Grindelt a filmben egy középkorú, életerős, dinamikus, rettenthetetlen körzeti rendőrfelügyelővé (rendőrkapitánnyá) tették, aki egy fiatal és szexis fotómodellel (Roxanne Gould) él együtt, aki imádja és kényezteti a férfit.
- A főszereplő neve (Eugène Grindel) azonos Paul Éluard költő polgári nevével. A név alkalmazása a regény szerzőjének, Frédéric H. Fajardie-nak leleménye, írói tisztelgés a nagy költő emléke előtt. A filmben a halálbrigád az egyik politikai gyilkosságát a Père-Lachaise temetőben, Paul Éluard sírjánál követi el.

## Valós háttér
- A filmbéli Scatti felügyelő a rendőrségen belül működő titkos szervezet jellemzésekor az Argentin Antikommunista Szövetésg (Alianza Anticomunista Argentina) példáját hozza fel. Ez a halálbrigád az 1970-es években, a perónista Argentínában működött, kormányzati megrendelésre politikai gyilkosságokat követett el, és mintegy 30 000 ember haláláért vagy eltűnéséért tehető felelőssé.
- A regényben és a filmben leírt Fidélité de la police-nak – magyar szinkronokban „Rendőrszámonkérés”-nek és „Rendőrhűség”-nek – nevezett titkos szervezet ötletét a szerző nagy valószínűséggel az Honneur de la Police nevű titkos  bűnözői csoportról mintázta. Ez a csoport vállalta magára 1979-ben Pierre Goldman szélsőbaloldali politikai aktivista és bandita meggyilkolását. E szélsőjobbos csoport működése a mai napig sincs pontosan felderítve. Sajtóban megjelent értesülések szerint ebben az időszakban a francia rendőrség szervezetébe több hasonló csoport épült be.[4]
- A film bemutatásakor a Le Choc du mois nevű francia szélsőjobboldali politikai magazin munkatársa, Nicolas Gauthier újságíró azt írta, kapcsolat van Alain Delon politikai világnézete, karriertervei és a film szemlélete között. Eszerint a közismerten konzervatív Delon az 1984-es európai parlamenti választásokon aktívan támogatta Jean-Marie Le Pent. A rossz sajtóvisszhang láttán Delon, további karrierje érdekében átváltott a mérsékelt Raymond Barre támogatására. Ezután gyártott saját filmjeiben (az 1985-ös A zsaru szavában, és az 1988-as Ne ébreszd fel…-ben) Delon a nacionalista–fasiszta törekvések ellen, a demokratikus köztársasági intézményekért harcoló lojális rendőr szerepét játszotta, ezzel kívánta visszaszerezni a mainstream sajtó rokonszenvét.[4]

## További információ
- Ne ébreszd fel az alvó zsarut! a PORT.hu-n (magyarul)
- Ne ébreszd fel az alvó zsarut! az Internetes Szinkronadatbázisban (magyarul)
- Ne ébreszd fel az alvó zsarut! az Internet Movie Database-ben (angolul)
- Ne ébreszd fel az alvó zsarut! a Rotten Tomatoeson (angolul)
- Ne ébreszd fel az alvó zsarut! a Box Office Mojón (angolul)
- Ne réveillez pas un flic qui dort (1988) (francia nyelven). AlloCiné.fr
- Der Panther II - Eiskalt wie Feuer (német nyelven). Filmdienst.de
- Ne ébreszd fel az alvó zsarut (1988) (magyar nyelven). TMDB (The MovieWeb Adatbázis)
- Ne ébreszd fel az alvó zsarut (1988) (magyar nyelven). MAFAB.hu

## Kapcsolódó szócikk
- Argentin Antikommunista Szövetség(wd) (Alianza Anticomunista Argentina, AAA) argentínai kormányzati paramilitáris terrorszervezet az 1970-es években